# クロルデコンレダクターゼ
クロルデコンレダクターゼ（chlordecone reductase, CDR）は、次の化学反応を触媒する酸化還元酵素である。
クロルデコンアルコール + NADP+ {\displaystyle \rightleftharpoons } クロルデコン + NADPH + H+
反応式の通り、この酵素の基質はクロルデコンアルコールとNADP+、生成物はクロルデコンとNADPHとH+である。
組織名はchlordecone-alcohol:NADP+ 2-oxidoreductaseである。